# Roodborstzwaluw
De roodborstzwaluw (Cecropis semirufa synoniem: Hirundo semirufa) is een zangvogel uit de familie van de zwaluwen (Hirundinidae). Deze zwaluw komt alleen voor in Afrika.

## Kenmerken
De roodborstzwaluw is 18 tot 19 cm lang. Het is een vrij grote zwaluw. De vogel is van boven blauwzwart tot op de kruin. De onderkant is bleek oranjebruin vanaf de buik tot de kin en de nek. Het blauwzwart van de bovenkant reikt tot onder het oog tot over de "wangen". De ondersoort C. s. semirufa is donkerder oranjebruin van onder.

## Verspreiding en leefgebied
Deze vogel komt voor in Afrika en telt twee ondersoorten:
- C. s. gordoni (Jardine, 1852): Senegal en Gambia tot aan Soedan en zuidelijk tot in het noorden van Angola, Congo-Kinshasa en Noord-Tanzania
- C. s. semirufa (Sundevall, 1850): de rest van Angola tot Malawi en Zuid-Afrika.

Het is een zwaluw van bebost gebied, maar ook van agrarisch en deels verstedelijkt gebied. Bij water soms in grote groepen te zien.

## Status
De roodborstzwaluw heeft een groot verspreidingsgebied en daardoor is de kans op de status kwetsbaar (voor uitsterven) uiterst gering. De grootte van de populatie is niet gekwantificeerd. De vogel neemt waarschijnlijk in aantal toe. Om deze redenen staat deze zwaluw als niet bedreigd op de Rode Lijst van de IUCN.